# Friedhof der Theresianischen Militärakademie

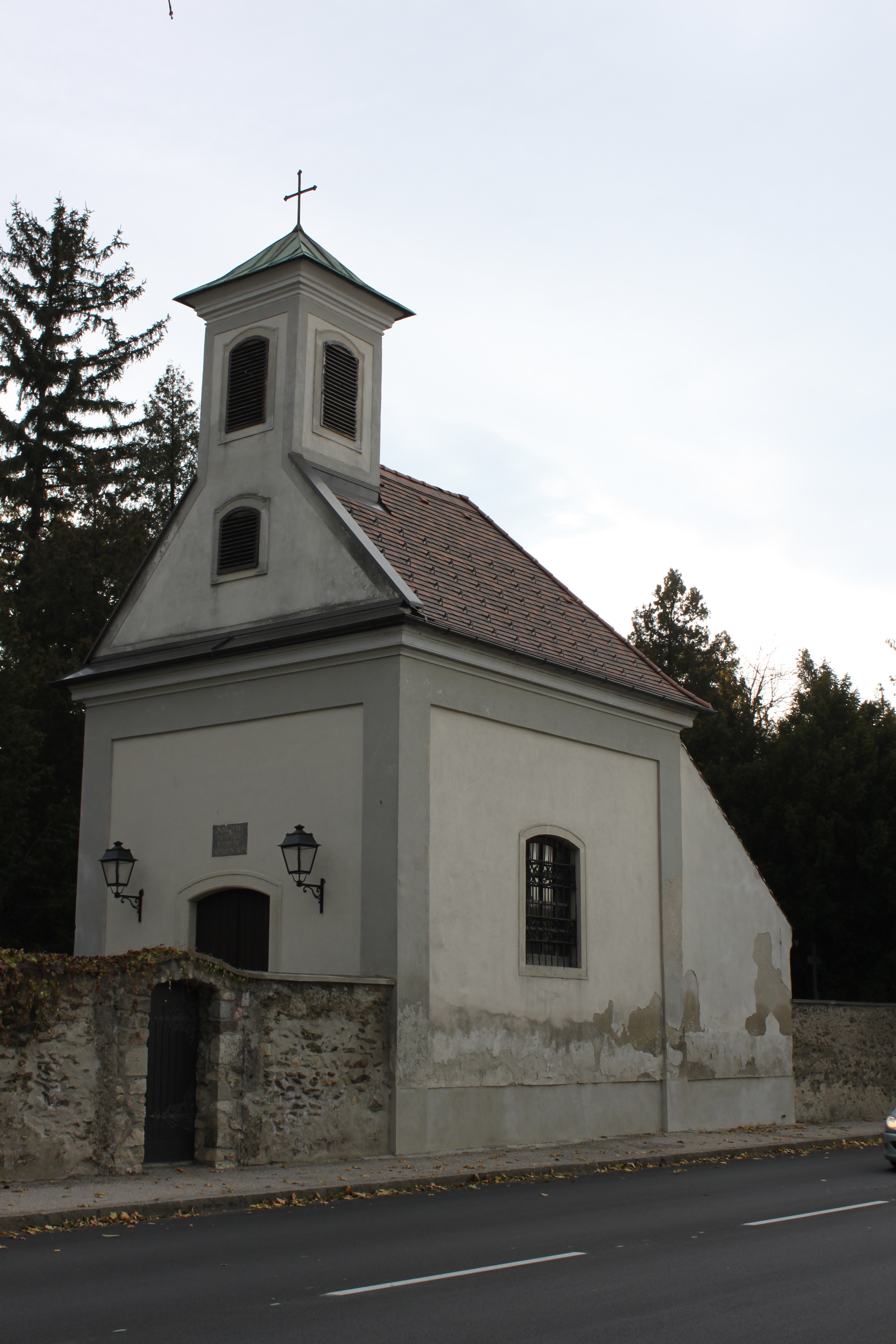
Friedhofskapelle der Theresianischen Militärakademie an der Günser Straße

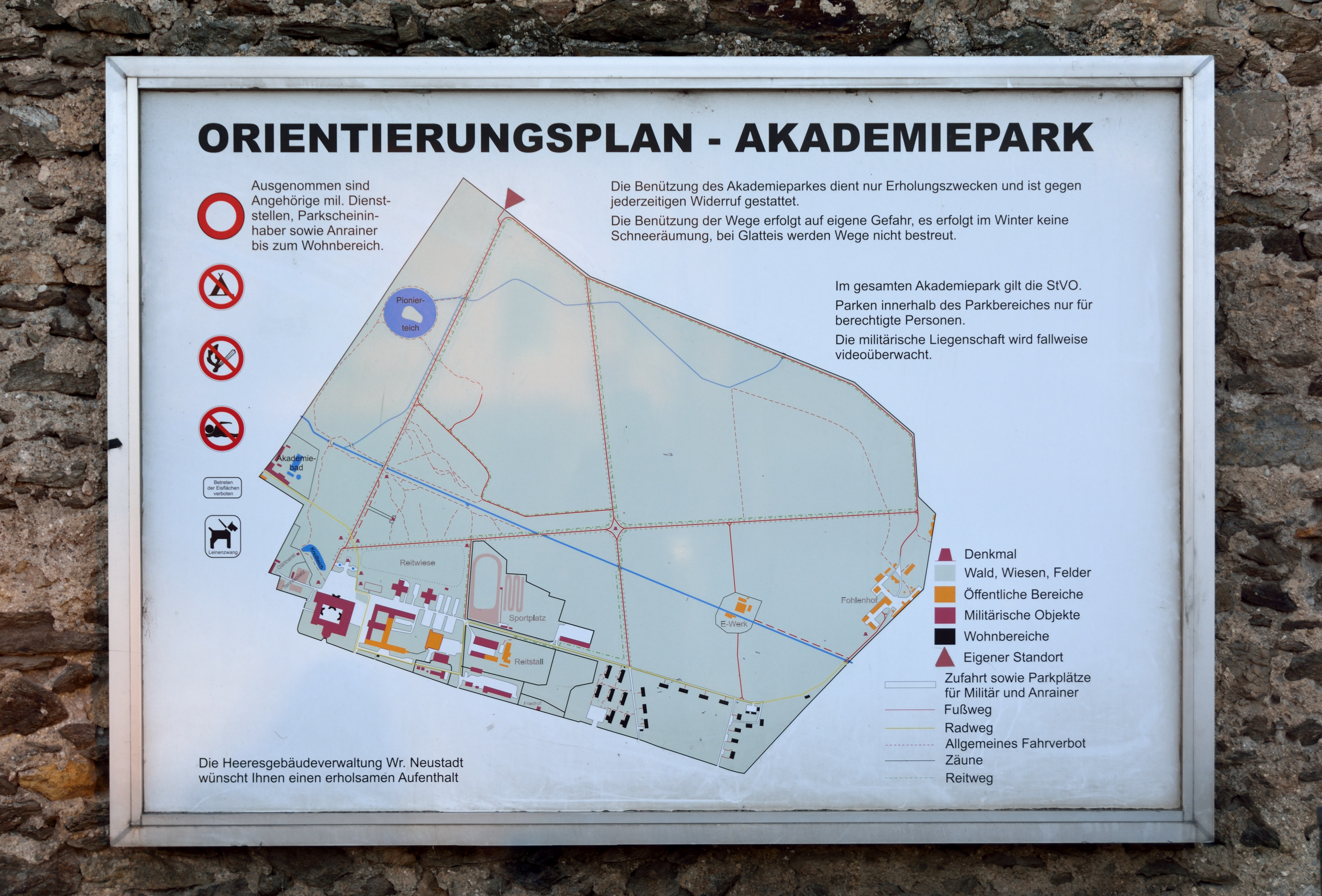
Orientierungsplan Akademiepark

Der Friedhof der Theresianischen Militärakademie (auch als Akademiefriedhof bezeichnet) ist eine seit 1753 genutzte Begräbnisstätte im Park der Burg in Wiener Neustadt, Niederösterreich, die eng mit der Theresianischen Militärakademie des österreichischen Bundesheeres verbunden ist. Der Friedhof kann nach Anmeldung bei der Militärakademie-Wache besucht werden.

## Beschreibung
Die von einer hohen Mauer umgebene Anlage befindet sich an der Günser Straße 28 in Wiener Neustadt und liegt hinter dem Reitzentrum der Militärakademie im Westen des Akademieparks. Das Friedhofsareal hat die Form eines schmalen, unregelmäßig rechteckigen Geländestreifens, der ungefähr von Norden nach Süden verläuft und an seiner Westseite von der Günser Straße begrenzt wird. Die Friedhofskapelle steht an der Westmauer des Friedhofs, etwa in der Mitte dieses Geländestreifens. 
Das vom Akademiepark zum Friedhof führende monumentale Tor besitzt ein Schmiedeeisengitter, der Torbogen trägt die Inschrift „Tot ist nur, wer vergessen ist“. Ein weiteres Tor unmittelbar neben der Friedhofskapelle führt zur Günser Straße, ist jedoch normalerweise verschlossen. 
Das Friedhofsareal ist parkähnlich gestaltet, auch befinden sich dort zwischen den Gräbern noch viele alte Bäume. An der Innenseite der Umfassungsmauer sind zahlreiche alte Gedenktafeln eingemauert, in den letzten Jahren wurden im Bereich der Umfassungsmauer auch Urnennischen angelegt.

## Geschichte
Kurz nach der Gründung der Theresianischen Militärakademie am 14. Dezember 1751 wurde das Grundstück im Westen des Akademieparks als Friedhof ausgewiesen. Ursprünglich für die Beerdigung von „Bedienten und niederen Hausbewohnern“ der Militärakademie bestimmt, wurde am 22. Jänner 1753 Franz Ransmüller als Erster hier beigesetzt. Im Jahr darauf wurde die Friedhofskapelle mit einer Gruft zur Bestattung von Offizieren errichtet.
1805 wurde der langjährige Kommandant und Reformer der Militärakademie, der k.k. Feldzeugmeister Graf Kinsky, auf seinen besonderen Wunsch hin auf dem Friedhof bestattet, 1808 auch seine Gemahlin. Die ursprünglich auf seinem Grabstein angebrachte Inschrift lautete: „Franz Graf von Kinsky, des heiligen römischen Reichs Graf, Sr. k. k. Majestät geheimer Rath, General-Feldzeugmeister, Inhaber eines Regiments zu Fuß, Oberdirector des k. auch k. k. Militär-Cadetenhauses durch 26 Jahre, wollte nach einem rastlosen, nicht sich, sondern Gott, dem Staate und dem Fürsten gewidmeten Leben, endlich hier bei seinen Zöglingen ruhen. Er starb, 65 Jahre alt, zu Wien den 9. Juni 1805.“
In den Jahren 1815 und 1828 sowie 1914 wurde der Akademiefriedhof erweitert. Die Erweiterungen von 1815 und 1828 erfolgten südlich der Friedhofskapelle, 1914 nördlich davon. Seit 1828 können auf dem Friedhof nicht nur Zöglinge und Angestellte der Militärakademie beigesetzt werden, sondern auch ihre Professoren, Beamte und Absolventen.
Als die Theresianische Militärakademie 1919 nach dem Ende der österreichisch-ungarischen Monarchie aufgelöst wurde, übernahm der Absolventenverein „Alt-Neustadt“ die Verwaltung und Pflege des Akademiefriedhofs. 1934 wurde er wieder der Militärakademie überantwortet. Die Einwirkungen des Zweiten Weltkriegs und Plünderungen unmittelbar nach Kriegsende zogen den Friedhof arg in Mitleidenschaft.
Nach wie vor wird der Friedhof im Sinne der seinerzeitigen Widmung verwendet – als letzte Ruhestätte für verstorbene Angehörige der Militärakademie, ehemalige Lehrer sowie deren unmittelbare Angehörige.

## Friedhofskapelle
Die Friedhofskapelle an der Westseite des Akademiefriedhofs, nur durch die Friedhofsmauer von der Günser Straße getrennt, wurde 1754 errichtet. Die darunterliegende Gruft war für die Bestattung von Offizieren vorgesehen. Die Glocke im Dachreiter der Friedhofskapelle wurde von Feldzeugmeister Graf Kinsky gestiftet und steht bis heute in Verwendung. Nachdem die Kapelle 1865 abgebrannt war, wurde sie durch den Bildhauer Joseph Angeler neu gestaltet. 1985 fand die bisher letzte Renovierung der Friedhofskapelle statt, 2005 auch jene der Gruft. Auf dem Giebel der Fassade ist die Aufforderung Surgite Mortui et venite ad Judicum („Stehet auf ihr Toten und kommet zu Gericht“) zu lesen. Der Legende nach soll einst ein unterirdischer Gang hinüber in die Burg geführt haben.

## Grabstätten (Auswahl)
Unter den zahlreichen Zöglingen, Angestellten und Lehrern der Militärakademie, die auf diesem Friedhof ihre letzte Ruhe fanden, sind:
| Name                                                           | Lebensdaten                                           | Abbildung | Kommentar |
| -------------------------------------------------------------- | ----------------------------------------------------- | --------- | --- |
| Franz Joseph Graf Kinsky von Wchinitz und Tettau               | 1739–1805                                             |           | k.k. Feldzeugmeister, Kommandant der Militärakademie 1779 bis 1805                                                                       |
| Ignaz Freiherr von Reinisch                                    | 1768–1843                                             |           | k.k. Feldmarschallleutnant, Ritter des Militär-Maria-Theresien-Ordens                                                                    |
| Johann Franz Freiherr Kempen von Fichtenstamm                  | 1793–1863                                             |           | k.k. Feldzeugmeister, Generalinspektor der k.k. Gendarmerie                                                                              |
| Anton Graf Kinsky von Wchinitz und Tettau                      | 1774–1864                                             |           | k.k. Feldmarschallleutnant, Stadt- und Festungskommandant von Salzburg                                                                   |
| Johann Knoll                                                   | 1799–1881                                             |           | k.u.k. Feldmarschallleutnant, Kommandant der Militärakademie 1854 bis 1865                                                               |
| Joseph Freiherr Vécsey de Vécse                                | 1822–1890                                             |           | k.u.k. Feldzeugmeister, Ritter des Militär-Maria-Theresien-Ordens – vom Friedhof St. Leonhard in Graz auf den Akademiefriedhof überführt |
| Thérèse de Dillmont (eigentlich Therese Dillmann von Dillmont) | 1846–1890                                             |           | Handarbeitslehrerin und Autorin |
| Maximilian Ritter von Rodakowski                               | 1825–1900                                             |           | k.u.k. Feldmarschallleutnant – vom Friedhof St. Leonhard in Graz auf den Akademiefriedhof überführt                                      |
| Herbert Freiherr Conrad von Hötzendorf                         | 1891–1914                                             |           | k.u.k. Leutnant, gefallen bei Rawa-Ruska – Sohn von Franz Conrad von Hötzendorf                                                          |
| Hermann Freiherr von Colard                                    | 1857–1916                                             |           | k.u.k. General der Infanterie, Statthalter des Königreichs Galizien und Lodomerien                                                       |
| Besatzung des k.u.k. U-Bootes U 20                             | am 6. Juli 1918 durch italienisches U-Boot torpediert |           | Überreste der 18 gefallenen k.u.k. Seeleute nach Bergung des Wracks 1962 auf dem Akademiefriedhof bestattet                              |
| Eduard Freiherr Succovaty von Vezza                            | 1839–1919                                             |           | k.u.k. Feldzeugmeister – vom Friedhof St. Leonhard in Graz auf den Akademiefriedhof überführt                                            |
| Oskar Potiorek                                                 | 1853–1933                                             |           | k.u.k. Feldzeugmeister, Landeschef von Bosnien und Herzegowina – 1966 vom Friedhof Annabichl auf den Akademiefriedhof überführt          |
| Theodor Rossiwall                                              | 1915–1979                                             |           | Oberst des Bundesheeres, Lehrer an der Militärakademie, Jagdflieger und Träger des Ritterkreuzes des Eisernen Kreuzes                    |
| Georg von Dragičević                                           | 1890–1980                                             |           | kroatischer Generalmajor, Ritter des Militär-Maria-Theresien-Ordens                                                                      |
| Günther Hoy                                                    | 1922–1991                                             |           | Korpskommandant des Bundesheeres (Urnennische)                                                                                           |
| Emil Spannocchi                                                | 1916–1992                                             |           | General des Bundesheeres, 1973 bis 1981 Kommandant der österreichischen Landstreitkräfte                                                 |
| Erwin Starkl                                                   | 1909–1998                                             |           | Oberst des Bundesheeres, Kommandant der Militärakademie 1955 bis 1956 (Urnennische)                                                      |
| Wilhelm Kuntner                                                | 1915–2001                                             |           | General des Bundesheeres, Kommandant der Landesverteidigungsakademie 1976 bis 1980                                                       |
| Anton Leeb                                                     | 1913–2008                                             |           | Generaltruppeninspektor des Bundesheeres 1971 bis 1977                                                                                   |
| Karl Schaffer                                                  | 1930–2013                                             |           | General des Bundesheeres, Kommandant der Landesverteidigungsakademie 1985 bis 1990 (Urnennische)                                         |
| Ernst Auer                                                     | 1933–2013                                             |           | Generalmajor des Bundesheeres, Militärwissenschaftler, Lehrer an der Militärakademie                                                     |
| Erwin Felber                                                   | 1934–2015                                             |           | Generalleutnant des Bundesheeres, Kommandant der Militärakademie 1985 bis 1999                                                           |
| Lothar Brósch-Fohraheim                                        | 1922–2017                                             |           | General des Bundesheeres, Kommandant der Landesverteidigungsakademie 1980 bis 1985                                                       |
| Erwin Simader                                                  | 1931–2017                                             |           | Brigadier des Bundesheeres, Zeitzeuge zum ungarischen Volksaufstand 1956                                                                 |
| Wilhelm Wurzer                                                 | 1922–2018                                             |           | Brigadier des Bundesheeres, Bildhauer zahlreicher Objekte im Akademiepark                                                                |
| Friedrich Hessel                                               | 1941–                                                 |           | General des Bundesheeres, stellvertretender Generaltruppeninspektor (Urnennische, zu Lebzeiten vorbereitet)                              |